# 田中彰 (1954年生の内野手)
田中 彰（たなか あきら、1954年7月27日 - ）は、熊本県出身の元プロ野球選手（内野手）。

## 来歴・人物
九州学院高から神戸学院大学に進学。もともとは外野手であったが高校3年の時に投手に転向し大学でも投手として活躍。関西大学野球連合の下部リーグである阪神大学野球リーグでは2回優勝、2年春と秋にノーヒットノーランを記録した。1974年秋季リーグ優勝後の入替戦で大阪学院大を降し、関西六大学野球リーグに昇格。1976年春季リーグでは3位と健闘。リーグ通算成績は36試合登板、8勝21敗、防御率3.29。
1976年オフにドラフト外で阪急ブレーブスに入団し、野手転向。1979年には俊足を買われ、主に代走として26試合に出場。翌1980年11月には二塁手として初先発出場を果たす。しかしその後は出場機会がなく、1982年限りで現役を引退した。
引退後は1993年頃にオリックス・ブルーウェーブにスコアラーとして復帰。1999年に山田久志監督が就任した中日ドラゴンズにスコアラーとして移籍した。2009年当時は中日ドラゴンズイヤーブックによると、監督付きスコアラーとなっている。2012年からは横浜DeNAベイスターズでスコアラーを務める。退団後は高槻市シルバー人材センターで理事を務める。
木村公一のノンフィクション短編集「裏方」で、1995年のヤクルトとの日本シリーズの仕事が取り上げられている。

## 詳細情報

### 年度別打撃成績
| 年 度     | 球 団     | 試 合 | 打 席 | 打 数 | 得 点 | 安 打 | 二 塁 打 | 三 塁 打 | 本 塁 打 | 塁 打 | 打 点 | 盗 塁 | 盗 塁 死 | 犠 打 | 犠 飛 | 四 球 | 敬 遠 | 死 球 | 三 振 | 併 殺 打 | 打 率 | 出 塁 率 | 長 打 率 | O P S |
| --------- | --------- | ----- | ----- | ----- | ----- | ----- | -------- | -------- | -------- | ----- | ----- | ----- | -------- | ----- | ----- | ----- | ----- | ----- | ----- | -------- | ----- | -------- | -------- | ----- |
| 1979      | 阪急      | 26    | 1     | 1     | 3     | 0     | 0        | 0        | 0        | 0     | 0     | 1     | 1        | 0     | 0     | 0     | 0     | 0     | 0     | 0        | .000  | .000     | .000     | .000  |
| 1980      | 阪急      | 1     | 4     | 4     | 0     | 1     | 0        | 0        | 0        | 1     | 0     | 0     | 0        | 0     | 0     | 0     | 0     | 0     | 0     | 0        | .250  | .250     | .250     | .500  |
| 通算：2年 | 通算：2年 | 27    | 5     | 5     | 3     | 1     | 0        | 0        | 0        | 1     | 0     | 1     | 1        | 0     | 0     | 0     | 0     | 0     | 0     | 0        | .200  | .200     | .200     | .400  |

### 記録
- 初出場：1979年4月9日、対南海ホークス前期2回戦（阪急西宮球場）、5回裏に中沢伸二の代走で出場
- 初盗塁：1979年4月10日、対西武ライオンズ前期1回戦（阪急西宮球場）、8回裏に2盗（投手：古沢憲司、捕手：野村克也）
- 初打席：1979年4月12日、対西武ライオンズ前期3回戦（平和台球場）、8回裏に山下律夫の前に凡退
- 初先発出場：1980年11月8日、対近鉄バファローズ前期13回戦（藤井寺球場）、2番・二塁手で先発出場
- 初安打：同上、久保康生から単打

### 背番号
- 59 （1977年 - 1982年）